# جمعية المحاسبين القانونيين القطرية
جمعية المحاسبين القانونيين القطرية هي جمعية مهنية، تأسست عام 2007 بموجب قرار وزير شؤون الخدمة المدنية والإسكان رقم (6) لسنة 2007 بالموافقة على تسجيل وشهر جمعية المحاسبين القانونيين القطرية.

## أهداف الجمعية
تتمثل أهداف الجمعية في التالي:
1- العمل على رفع مستوى المهنة والنهوض بها.
2- نشر الوعي المهني بين أعضاء الجمعية والمحافظة على تقاليد المهنة وآدابها.
3- الارتقاء بالمستوى العلمي والمهني لأعضاء الجمعية.
4- توثيق العلاقات بين أعضاء الجمعية وتنمية روح التعاون بينهم.
5- التعاون والتنسيق مع الجمعيات والهيئات المهنية والعلمية المحلية والإقليمية والدولية.

## عدد مكاتب المحاسبة في قطر
يوجد في قطر نحو 73 مكتبا للمحاسبة والتدقيق منها 44 مكتبا مسموح لها بإجراء عمليات التدقيق لكل الشركات والمؤسسات العامة وشركات التأمين، بينما يقتصر عمل نحو 29 مكتبا على تدقيق الحسابات ويستثنى منها شركات المساهمة بنوعيها والهيئات والمؤسسات العامة والبنوك والتأمين في دولة قطر.

## تدقيق شركات المساهمة العامة
يبلغ عدد شركات المحاسبة القانونية المسجلة لدى هيئة قطر للأسواق المالية لتقديم خدمات التدقيق المحاسبي (مدققون خارجيون) نحو 13 شركة منها أربع شركات محاسبة محلية.

## الإصدارات
تصدر عن الجمعية مجلة ربع سنوية باسم (أوقية) وصدر منها حتى الآن 5 أعداد، بينما تصدر منها مجلة سنوية باسم (عالم المحاسبة) وصدر منها حتى هذا العام نحو 6 أعداد.

## مجلس الإدارة
حسب النظام الأساسي للجمعية فإن مجلس الإدارة يتكون من سبعة أعضاء يتم انتخابهم كل أربع سنوات، وقد فاز مجلس الإدارة الحالي في انتخابات عام 2020 لمدة أربع سنوات وأصبح الدكتور هاشم عبد الرحيم السيد رئيسا للمجلس.

## قواعد السلوك
في أكتوبر 2022 أصدرت الجمعية أول قواعـد سـلوك وآداب المهنـة الخـاص بأعضائهـا. وشمل الإصدار أبرز ملامح قواعد وأخلاقيات ممارسة مهنة المحاسبين القانونيين في قطر، التي شملها الإصدار وهي متعلقة بالمصداقية والنزاهة، الموضوعية والاستقلالية، الكفاءة المهنية والعناية اللازمة، والمسؤولية والسرية. وجاء إصدار هذه القواعد بعد حصول الجمعية على عضوية الاتحاد الدولي للمحاسبين حيث يحتم عليها ذلك أن تصدر وتترجم مستجدات المعايير ومدونة السلوك والتحديثات، وعليها تطوير المهنة بدولة قطر لتتماشى مع القواعد والمستجدات الدولية.